# Aygül Özkan

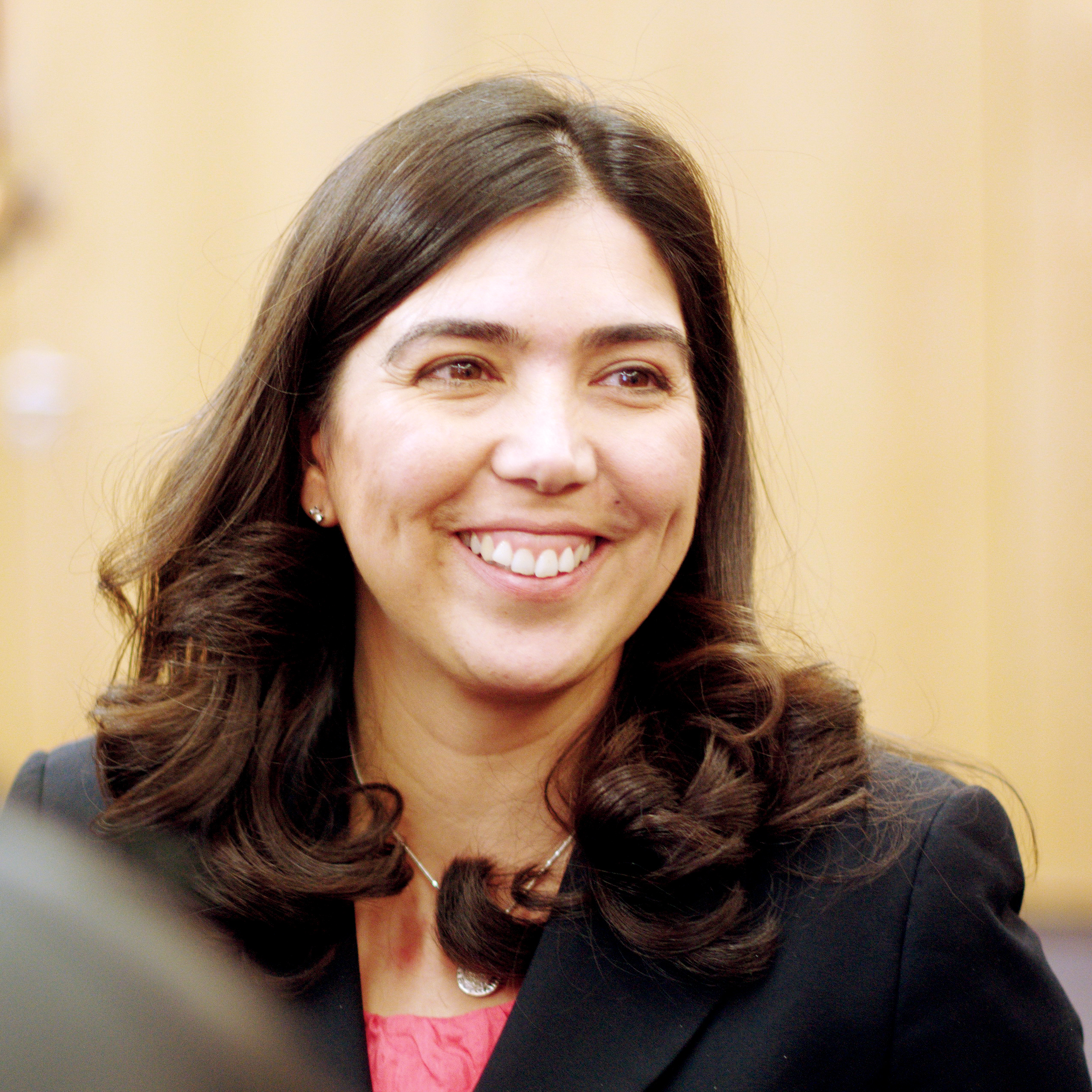
Aygül Özkan (2013)

Aygül Özkan (* 27. August 1971 in Hamburg) ist eine deutsche Politikerin (CDU) und Lobbyistin. Sie war vom 27. April 2010 bis 19. Februar 2013 Ministerin für Soziales, Frauen, Familie, Gesundheit und Integration in Niedersachsen. Seit Januar 2024 ist sie Hauptgeschäftsführerin des Zentralen Immobilien Ausschusses (ZIA), dem Spitzenverband der Immobilienwirtschaft.

## Leben
Aygül Özkan ist die Tochter eines im Dezember 1963 aus Ankara nach Hamburg zugewanderten Gastarbeiters, der sich nach fünf Jahren Arbeit bei der Deutschen Bundespost mit einer Änderungsschneiderei selbständig machte und seine Ehefrau aus der Türkei nachholte. Sie besuchte das Gymnasium Allee und erlangte dort 1990 ihr Abitur. Im Buch 60 Jahre – Wie Deutschland zur Heimat wurde des Grünen-Politikers Özcan Mutlu erzählt sie von ihrer Kindheit in Hamburg. Mit 18 Jahren, noch während ihrer Schulzeit, hatte sie sich für die deutsche Staatsangehörigkeit entschieden. Sie nahm ein Studium der Rechtswissenschaft mit dem Schwerpunkt Europa- und Wirtschaftsrecht an der Universität Hamburg auf. Nach dem 1. Staatsexamen folgte von 1995 bis 1997 das Referendariat in Niedersachsen, mit Stationen unter anderem an der Handelskammer Hamburg und im Europäischen Parlament in Brüssel. Sie legte das Zweite Staatsexamen ab und ist seit 1998 zugelassene Rechtsanwältin am Landgericht Hamburg. Özkan absolvierte von 1998 bis 1999 ein Trainee-Programm für Nachwuchsführungskräfte bei der Deutschen Telekom, der sie in den nächsten Jahren beruflich verbunden blieb. 2004 übernahm sie die Leitung des Geschäftskundenvertriebs Nord bei T-Mobile, wechselte dann als Niederlassungsleiterin zum Logistikunternehmen TNT Post Deutschland und baute dessen Hamburger Filiale – mit rund 5400 Angestellten – auf. Sie unterstützte die Gründung eines Betriebsrats am Standort und den Abschluss eines Haustarifsvertrags zwischen der TNT Post Deutschland und der Christlichen Gewerkschaft für Postservice und Telekommunikation (CGPT) in 2008. Das Bundesministerium für Arbeit und Soziales erklärte Ende 2007 einen Post-Mindestlohn für Zustellerinnen und Zusteller in Höhe von 9,80 Euro für allgemeinverbindlich. Dieser Mindestlohn war von der Gewerkschaft Ver.di und dem Arbeitgeberverband Postdienste, der von der Deutschen Post dominiert wird, unter Ausschluss der Wettbewerber ausgehandelt worden. TNT Post und andere Briefdienste reichten gegen das Erstrecken des Post-Mindestlohns auf bereits tarifgebundene Unternehmer Klage ein. Das Bundesverwaltungsgericht entschied am 28. Januar 2010 in letzter Instanz, dass die Post-Mindestverdienstordnung nichtig sei.
Özkan ist Vorstandsmitglied des Landesverbands Hamburg des Wirtschaftsrats der CDU und war zwischen 2010 und 2021 Mitglied des Bundesvorstands. Seit 2014 ist sie Mitglied im Kuratorium der Konrad-Adenauer-Stiftung. Ebenfalls seit 2010 unterstützt sie als Mitglied im Stiftungsrat der Stiftung „Lebendige Stadt“ unter dem Vorsitz der von Alexander Otto die Stiftungsarbeit und engagiert sich als Kuratoriumsmitglied in der Stiftung Haus Rissen.
Özkan ist Gründungsmitglied der Hamburger Unternehmerverbände Arbeitsgemeinschaft türkischer Unternehmer und Existenzgründer e. V. (ATU) und Arbeitsgemeinschaft selbständiger Migranten e. V. (ASM), denen sie von 1998 bis 2010 vorstand. Sie ist ebenfalls Gründungs- und Vorstandsmitglied der Hamburgischen Stiftung für Migranten, die sich zum Ziel gesetzt hat junge Menschen und Unternehmer mit Migrationshintergrund in ihrer beruflichen Entwicklung zu unterstützen. Zwischen 2014 und 2022 war sie außerdem Vorstandsmitglied im Verband der Migrantenwirtschaft (VMW e. V.) , in dessen Beirat sie weiter tätig ist.
Aygül Özkan ist Mutter eines Sohnes. Sie erzieht ihren Sohn zweisprachig und „bikulturell“ mit dem „Besten aus beiden Welten“.
Im Dezember 2011 erhielt Aygül Özkan eine E-Mail mit fremdenfeindlichem und bedrohendem Inhalt, die auf ein Video im Internet hinwies. Das Video, in dem Abschiebungen befürwortet werden und der Hitlergruß gezeigt wird, stammte von der rechtsextremistischen Gruppierung Besseres Hannover. Die Staatsschutzabteilung der Polizeidirektion Hannover ermittelte den Versender, gegen den wegen des Zeigens des Hitlergrußes im Video ein Ermittlungsverfahren wegen des Verdachts des Verwendens von Kennzeichen verfassungswidriger Organisationen geführt wird. Es handelte sich um den Kopf der Gruppe, einen ehemaligen Vorsitzenden der NPD in Hannover.
Im September 2020 wurde sie Geschäftsführerin des Zentralen Immobilien Ausschusses (ZIA), dem Spitzenverband der Immobilienwirtschaft. Im Januar 2024 übernahm sie von Oliver Wittke die Hauptgeschäftsführung des Verbands.
Özkan ist Mitglied des Aufsichtsrats der flatexDEGIRO AG, der flatexDEGIRO Bank AG, der neoshare AG sowie der ERIC Group GmbH & Co. KGaA. Zudem ist sie Mitglied des Beirats der Donner & Reuschel Aktiengesellschaft und des Immobilien-Beirats der GETEC Wärme & Effizienz GmbH.

## Politik
Aygül Özkan trat 2004 der CDU bei und engagierte sich von 2004 bis 2008 als Mitglied in der Deputation der Behörde für Wirtschaft und Arbeit. Bei der Hamburger Bürgerschaftswahl 2008 zog sie über die Landesliste in die Bürgerschaft ein. Im März 2008 wurde sie Vorsitzende des Wirtschaftsausschusses, Fachsprecherin für Wirtschaft und Industrie ihrer Fraktion und saß im Sozial- und Gleichstellungsausschuss.
Am 28. Juni 2008 wurde sie zur stellvertretenden Vorsitzenden des CDU-Landesverbandes Hamburg gewählt. Sie engagierte sich für die Integration von Jugendlichen mit Migrationshintergrund.
Am 27. April 2010 wurde Özkan als Nachfolgerin von Mechthild Ross-Luttmann zur Ministerin für Soziales, Frauen, Familie, Gesundheit und Integration in Niedersachsen berufen. Damit wurde erstmals eine Frau mit Migrationshintergrund und muslimischem Glauben Landesministerin in Deutschland. Das Ministerium wurde gegenüber dem bisherigen Zuschnitt um den Bereich Integration erweitert, der bisher zum Ressort des Innenministers Uwe Schünemann gehörte. Ministerpräsident Christian Wulff erklärte, Frau Özkan solle „die schwerwiegenden Fehler, die jahrelang in der Integrationspolitik gemacht wurden, ausgleichen“.
Özkan ernannte am 27. April 2010 Heiner Pott zum Staatssekretär in ihrem Ministerium.
Özkans Berufung fand in Deutschland und in der Türkei ein großes und positives Echo. Der türkische Außenpolitiker Yaşar Yakış erklärte, sie zeige den in Deutschland lebenden Türken, dass sie es bis in höchste Positionen schaffen könnten.
Als niedersächsische Gesundheitsministerin stieß Özkan die Entwicklung und Etablierung des innovativen Ansatzes von Gesundheitsregionen gemeinsam mit Krankenkassen, Ärztekammer, Krankenhausgesellschaft, Selbstverwaltungsorganen und Kommunen zur Erprobung von neuen und nachhaltigen Modellen der Gesundheitsversorgung an. Aygül Özkan brachte 2011 einen Pflegepakt mit drei Schwerpunkten auf den Weg, wie etwa die finanzielle Förderung von Ausbildungsplätzen in der Altenpflege, die Bezuschussung beim Schulgeld von Altenpflegeschülern an privaten Altenpflegeschulen sowie die Förderung der Kosten von Umschulungen zum Altenpflegeberuf im dritten Ausbildungsjahr.
Özkan schied aufgrund der von der CDU verlorenen Landtagswahl am 19. Februar 2013 aus dem Ministeramt aus. Obwohl sie zur Landtagswahl in Niedersachsen 2013 als Direktkandidatin der CDU im Landtagswahlkreis Hannover-Mitte kandidierte und Platz 3 der Landesliste der CDU bei dieser Wahl einnahm, errang Aygül Özkan überraschend keinen Sitz im Niedersächsischen Landtag, da Michael Höntsch (SPD) das Direktmandat in ihrem Wahlkreis gewann und die CDU Niedersachsen wegen ihres schlechten Zweitstimmenergebnisses keine Mandate über die Landesliste erringen konnte. Sie rückte jedoch am 26. März 2014 für den ausgeschiedenen Abgeordneten David McAllister in den Landtag nach und wurde Mitglied im Ausschuss für Wissenschaft und Kultur sowie stellvertretendes Mitglied im Ausschuss für Wirtschaft, Arbeit und Verkehr.
Am 11. Juli 2014 gab Özkan bekannt, dass sie ihr Landtagsmandat zum 22. Juli aufgibt, um ab dem 1. August die Geschäftsführung der DB Kredit Service in Berlin, einer Tochtergesellschaft der Deutschen Bank, zu übernehmen. Für sie rückt Heidemarie Mundlos in den Landtag nach.
Am 19. August 2018 teilte der Vorstand der CDU Hamburg mit, Özkan als Spitzenkandidatin für die Bürgerschaftswahl 2020 nominieren zu wollen. Wegen einer Erkrankung verzichtete Özkan jedoch auf eine Kandidatur.

### Sozial- und Migrationspolitik

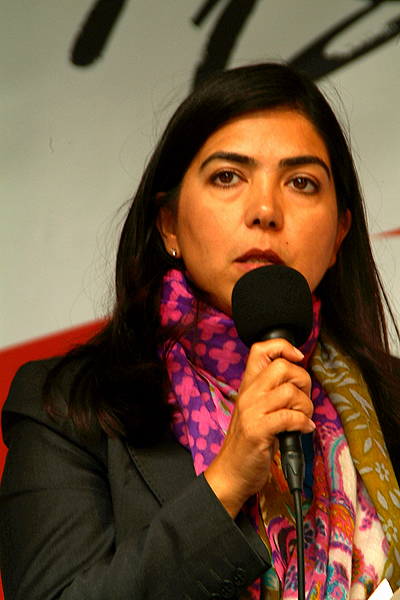
Aygül Özkan (2012)

Aygül Özkan setzte sich für die frühkindliche Bildung von Migrantenkindern ein und warb bei deren Eltern dafür, dass sie ihre Kinder frühzeitig in die Kindertagesstätte (Kita) schicken. Ebenso setzte sie sich dafür ein, dass junge Migranten eine Lehrstelle finden und Unternehmer mit demselben Hintergrund junge Leute ausbilden. „Integration funktioniert am besten über den Arbeitsmarkt“. Özkan forderte in einem Interview mehr Richter mit Migrationshintergrund, „damit die Betroffenen auch sehen, hier entscheidet nicht eine fremde Autorität, sondern wir gehören da auch zu.“ In Anlehnung an das Kruzifix-Urteil 1995 des Bundesverfassungsgerichtes forderte sie, dass Unterrichtsräume an staatlichen Pflichtschulen frei von religiösen Symbolen zu sein hätten: „Die Schule sollte ein neutraler Ort sein. (…) Christliche Symbole gehören nicht an staatliche Schulen.“ Ein Kind müsse selbst entscheiden können, wie es sich religiös orientiere. Darum hätten auch Kopftücher „im Klassenzimmer nichts zu suchen“.

## Kritik
Der damalige niedersächsische Ministerpräsident Christian Wulff erklärte in dieser Sache: „In Niedersachsen werden christliche Symbole, insbesondere Kreuze in den Schulen, seitens der Landesregierung im Sinne einer toleranten Erziehung auf Grundlage christlicher Werte begrüßt“.
Aus Gründen der Religionsfreiheit würden auch Kopftücher bei Schülerinnen toleriert – nicht aber bei Lehrkräften, was Özkan auch gemeint habe: „Frau Özkan hat ihre persönliche Meinung zur weltanschaulichen Neutralität geäußert, aber sie stellt die niedersächsische Praxis nicht in Frage.“ Wulff kritisierte auch Überreaktionen nach Özkans Kruzifix-Äußerungen und wies Rücktrittsforderungen an die Ministerin mit den Worten zurück: „Vielleicht fürchten manche Männer mit der Ernennung der ersten Muslimin zur Ministerin in Deutschland den Untergang des christlichen Abendlandes“.
Özkan selbst stellte vor der CDU-Fraktion sowie in einer Erklärung vor dem niedersächsischen Landtag klar, dass sie das umstrittene Interview voreilig und „in Unkenntnis der in Niedersachsen gelebten Praxis“ gegeben habe.
Im Juli 2010 stellte Özkan im Rahmen ihres Integrationspakts ihre Pläne für eine „Mediencharta für Niedersachsen“ vor. In dieser sollten sich Journalisten freiwillig zu einer „kultursensiblen“ Sprache, der „nachhaltigen Unterstützung“ des Integrationsprozesses in Niedersachsen sowie der Initiierung und Begleitung von Projekten zur Förderung der Integration verpflichten. Der per E-Mail an niedersächsische Journalisten versandte Entwurf wurde vom Deutschen Journalistenverband und der niedersächsischen SPD-Fraktion als Zensur und versuchte Einflussnahme kritisiert und zurückgewiesen. Özkan erwiderte, es habe sich nur um eine „erste mögliche Diskussionsgrundlage“ gehandelt, mit welcher die Unabhängigkeit der Medien nicht berührt werden solle. Özkan rückte schließlich von ihrem Vorhaben wieder ab, nachdem Ministerpräsident David McAllister klarstellte, dass für Medienpolitik in der niedersächsischen Landesregierung die Niedersächsische Staatskanzlei und nicht das Sozialministerium zuständig sei; er sagte: „Wir haben alle daraus gelernt und werden alles tun, dass sich ein solcher Fehler nicht wiederholt.“ Für ihn habe die Pressefreiheit besonders hohe Bedeutung.